# Natipong Sritong-In
Natipong Sritong-In (tiếng Thái เนติพงษ์ ศรีทองอินทร์) hoặc "Alfred" là một cựu cầu thủ bóng đá người Thái Lan. Anh chơi ở vị trí tiền đạo cắm, ghi 25 bàn thắng cho đội tuyển quốc gia Thái Lan giữa các năm 1995 và 1997 cũng như Asian Cup 1996 và vua phá lưới Tiger Cup 1996 với 7 bàn. Năm 1999, Natipong giã từ sự nghiệp thi đấu quốc tế và chuyển sang chơi golf.
Anh có bà nội là người gốc Việt